# Vermicularia spirata
Vermicularia spirata is een slakkensoort uit de familie van de Turritellidae. De wetenschappelijke naam van de soort is voor het eerst geldig gepubliceerd in 1836 door Philippi.

## Beschrijving
Deze soort komt voor in de Caraïbische Zee en kan 10 cm lang worden.